# Pueblo gola
Los Gola, también llamados Gula o Koya son un pueblo que vive en los valles de los ríos Mano y Lofa, al noroeste de Liberia, y también en las tierras contiguas, en el nordeste de Sierra Leona. El idioma Gola fue tradicionalmente incluido dentro del grupo Mel, que integra la familia lingüística Níger-Congo. Estudios más recientes no aceptan la inclusión al grupo Mel por falta de elementos que permitan relacionarlo. Para esta corriente el Gola forma una rama propia dentro de la familia Níger-Congo. En la actualidad rondan los 200.000 hablantes.
Proceden de Costa de Marfil, desde donde llagaron en varias oleadas. Una vez en Liberia fueron expulsados hacia el norte por los Mende. No hay acuerdo sobre el momento histórico en que se dio esta emigración. Hay investigaciones que la ubican en el siglo XII, otras a finales del siglo XIII, principios el XIV y  finalmente las que aseguran que ocurrió en época más tardía, en el correr del siglo XV. En la tradición liberiana, se afirma que Jina y Dua eran las etnias nativas de su territorio y que los Gola, junto con los Kissi y los pueblos Dei llegaron en una primeras oleadas migratorias en una época prehistórica.
Mantuvieron una actitud hostil hacia los colonos américo-liberianos durante el siglo XIX y principios del XX. Se organizan en clanes territoriales. Son agricultores y su principal producto es el arroz de montaña. Participan de las sociedades secretas poro y sande.

## Onomástica
El nombre Gola es una posible fuente para el nombre de los Gullah , un pueblo de origen africano que vive en las islas y regiones costeras de Georgia y Carolina del Sur, en el sureste de los Estados Unidos.

Asentamientos gola en Sierra Leona

## Historia
La mayoría de los Gola están asentados en el oeste de Liberia, principalmente en los distritos de Lofa, Grand Cape Mount, Bomi y Montserrando. Casi nueve mil más viven en el vecino país de Sierra Leona, donde se concentran en las pequeñas provincias de Kenema y Pujehun. Los gola hablan un idioma de Níger-Congo, también llamado gola, que para algunos investigadores está estrechamente relacionado con el idioma de los kissi. Es por ello que tradicionalmente el idioma gola fue catalogado como integrante del grupo lingüístico Mel, subgrupo del Níger-Congo. Otros autores niegan tal relación, principalmente porque aseguran que los hablantes kissi y gola no son capaces entenderse al hablar.
No hay consenso sobre la época de las migraciones de Gola y Kissi hacia el oeste de Liberia. Para algunos autores comenzaron en el siglo XII, para otros en la década de 1300, cuando dejaron sus hogares en Costa de Marfil y más allá. Y finalmente hay autores que señalan su ingreso a Liberia sobre el siglo XV. Durante ese tiempo, gran parte de lo que ahora es Sierra Leona y Liberia eran selvas tropicales deshabitadas. Desde entonces, una gran parte de la tierra se ha limpiado para el cultivo. Hoy, los Gola de Liberia y Sierra Leona son agricultores calificados.
Los Gola son esbeltos y, al igual que sus vecinos Kissi, tienen la piel más clara que otros grupos liberianos. Se les conoce como gente muy orgullosa. Están organizados en clanes, que tienden a parecerse más a unidades territoriales que a grupos de parentesco.

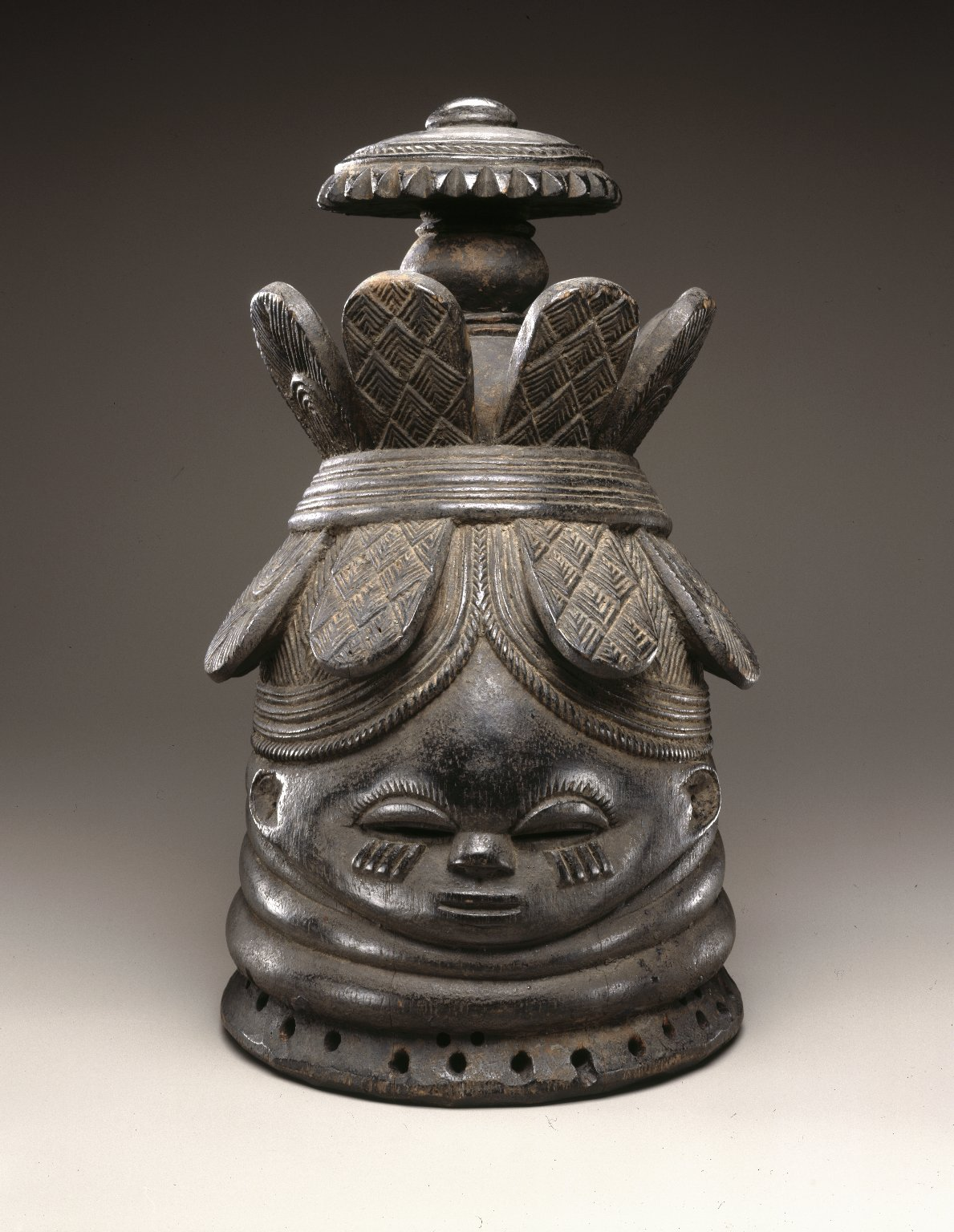
Máscara Sowei. En lengua Gola se conoce como "Zoegbe". Zoe-Gbay

## Economía
Las comunidades Gola practican una economía de subsistencia con el arroz como principal producto. Sus métodos afectivos de gestión agrícola les permiten obtener excedentes para comercializar. Pero desde mediados del siglo XX existe una tendencia a la emigración a las áreas urbanas en busca de empleos, con el progresivo abandono de las tierras de cultivo.

## Sociedad
Los Gola habitan aldeas que se encuentran esparcidas por los bosques de la zona. Las viviendas tradicionales se caracterizan por ser chozas redondas con paredes de barro y techos de paja. Los lazos familiares generan vínculos fuertes, propia de las sociedades agrícolas donde todos los miembros de la familia trabajan juntos para plantar y cosechar sus cultivos. Los deberes de los hombres incluyen limpiar los campos y cultivar la tierra. Las mujeres y los niños ayudan plantando el arroz y otros productos como ñame, maní y taro. Los niños ahuyentando a los pájaros y animales de los campos. Las mujeres cosechan y las niñas aventan el arroz.

## Tradiciones
Las principales ceremonias y ritos de iniciación estén asociados con la agricultura. Se realizan ofrendas antes de cada cosecha, entregando los primeros frutos a las divinidades. Son importantes, además de las del arroz, las ceremonias anuales correspondientes a las cosechas de ñame y maní. Durante tiempos de sequía, se ofrece una oración a Da, espíritu o dios asociado a la lluvia.
La circuncisión es el rito de iniciación más importante en la vida de un gola, y concierne a la etapa de la infancia. Durante un mes después de la circuncisión, el niño está aislado y no puede hablar con nadie. Posteriormente, recibe obsequios y con eso se da por cumplido el primer rito de paso,  se le considera un hombre, una persona responsable que debe mostrar respeto por los miembros de su familia y los ancianos. Como hombre, puede convertirse en miembro de varios cultos religiosos.

## Religión
Los Gola son en su amplia mayoría musulmanes (75%), seguidores del islam sunita;  pero aproximadamente una quinta parte de la comunidad mantiene sus creencias religiosas o animistas tradicionales. Estas creencias incluyen el culto a los antepasados y una concepción de la muerte vinculada a la reencarnación.